# 貝克每松
貝克每松（或是拼寫為beclomethasone），也被譯為倍氯米松，另稱為二丙酸倍氯米松（beclomethasone dipropionate），以Qvar等商品名銷售。貝克每松主要是種糖皮質素。屬於皮質類固醇藥物中的一個子類。此藥物有吸入劑、乳膏、錠劑和鼻噴劑的形式。吸入劑用於長期氣喘管理。乳霜劑用於治療皮膚炎和乾癬。錠劑用於治療潰瘍性結腸炎。鼻噴劑用於治療過敏性鼻炎和鼻息肉。
此藥物於1962年首次於英國獲得專利，於1972年於英國獲准用於醫療用途，並於1976年獲准於美國用於醫療用途。它是美國於2021年排名第268最常使用的處方藥，開立的處方箋數量超過100萬張。
此藥物已被列入世界衛生組織基本藥物標準清單之中。

## 副作用
吸入劑的常見副作用有呼吸道感染、頭痛和喉嚨發炎。嚴重的副作用有感染、白內障、庫興氏症候群和過敏性休克的風險提升。長期服用錠劑可能會導致腎上腺功能不全。錠劑也可能導致情緒或性格上的改變。個體在懷孕期間使用吸入劑通常被認為對於胎兒屬於安全。
在吸入後偶爾可能會引起咳嗽。於舌頭和喉嚨上發生的沉積物可能會促進口腔念珠菌症發生，呈白色層狀，引發不適感覺。通常使用吸入劑後用水漱口可防止此情況發生。其他不常見副作用有：感覺聞到類似燃燒塑膠的氣味或難聞的味道、聲音沙啞或鼻塞、疼痛或頭痛，以及視力變化。可能會發生過敏反應，但甚少見。
鼻噴式皮質類固醇可能與發生中心性漿液性脈絡膜視網膜病變有關聯。

## 藥理學
貝克每松主要是一種糖皮質素。糖皮質素是種類固醇，會與幾乎每個脊椎動物細胞中都有的糖皮質素受體結合。活化的糖皮質素受體-糖皮質素複合物會上調細胞核中抗發炎蛋白的表達（此過程稱為轉錄激活），並透過阻止其他轉錄因子從胞質溶膠轉移到細胞核來抑制胞質溶膠中促發炎蛋白的表達（轉錄阻遏）。
糖皮質素是人體免疫系統回饋機制中的一部分，可將免疫功能的某些方面（例如發炎）降低。

## 禁忌症
使用貝克每松偶爾會發生反常性支氣管痙攣（Paradoxical bronchospasm），有呼吸道感染的患者，使用時須予注意。

## 交互作用
貝克每松是皮質類固醇藥物，它的吸入劑成分是CYP3A4（細胞色素P450 3A4酶）的基質，可能會與利托那韋（一種抗反轉錄病毒藥物）產生交互作用而導致類固醇累積、腎上腺功能不全及庫興氏症候群。

## 名稱
二丙酸倍氯米松（Beclometasone dipropionate）是經修改的國際非專有藥名（INN），而二丙酸倍氯米松（beclomethasone dipropionate）是美國通用名（USAN）和以前的英國官方名稱（BAN）。二丙酸倍氯米松是遊離形式貝克每松 (INN) 的前體藥物，此前體藥物在挪威和俄羅斯銷售。
吸入劑的品牌有Clenil、Qvar、Cortis，鼻噴劑或噴霧劑的品牌有Beconase、Alanase、Vancenase、Qnasl等。